# Меррием, Клинтон Харт
Клинтон Харт Ме́ррием (также Гарт Мерриам англ. Clinton Hart Merriam; 1855—1942) — американский зоолог и ботаник.

## Биография
Меррием изучал биологию и анатомию с 1874 по 1877 годы в Йельском университете, а в 1879 году получил докторскую степень в Колумбийском университете. С 1879 по 1885 годы он работал медиком в Нью-Йорке.
В 1886 году он стал первым руководителем отделения хозяйственной орнитологии и маммалогии Департамента сельского хозяйства США, предшественника сегодняшних National Wildlife Research Center и Службы рыбных ресурсов и дикой природы США. Он занимал эту должность до 1910 года. В 1888 году он стал соучредителем Национального географического общества и разработал концепцию «живых зон» для классификации биомов Северной Америки. С 1891 по 1892 годы он был президентом Биологического общества Вашингтона (Biological Society of Washington). В 1899 году он организовал для железнодорожного магната Эдварда Генри Гарримана разведывательную поездку вдоль побережья Аляски. Он возглавлял в разные периоды своей жизни многочисленные учреждения: с 1900 по 1903 годы — Американское общество орнитологов, в 1902 году он был избран в Национальную академию наук США, с 1917 по 1935 годы — U.S. Board on Geographic Names, с 1919 по 1921 годы — American Society of Mammalogists, с 1920 по 1921 годы Anthropological Society of Washington и с 1924 по 1925 годы American Society of Naturalists.
С 1910 года он изучал язык и жизнь индейских племён запада Соединённых Штатов. Однако, его исследования имели небольшое значение.
В целом Меррием опубликовал более 500 научных работ, прежде всего, о млекопитающих и птицах, и описал примерно 600 новых видов.

## Труды
- Merriam C.H. Results of a biological survey of the San Francisco Mountain region and desert of the Little Colorado, Arizona. — Washington, D.С. : Gov. Print. Office, 1890. — vii, 136 p.
- Merriam C.H. The geographic distribution of life in North America, with special reference to the Mammalia // Proc. Biol. Soc.Washington 1892. Vol. 7, P. 1-64.
- Merriam C.H. Laws of temperature control of the geographic distribution of terrestrial animals and plants // Natl Geogr. Mag. 1894. Vol. 6. P. 229—238.
- Merriam C.H. The geographic distribution of animals and plants in North America // Yearbook of the U. S. Dept. of Agriculture. 1895. For 1894. P. 203—214.
- Merriam C.H Life Zones and Crop Zones of the United States // Bull. U.S. Dept. of Agriculture, Div. Biol. Surv. 1898. N 10. P. 1- 79.